# برج ویستا
برج ویستا (که قبلاً به نام 375 E. Wacker شناخته می‌شد) یک آسمان‌خراش است که در شهر شیکاگو در ایالت ایلینوی ساخته شده است. این برج سومین برج بلند شیکاگو و بلندتربن برج جهان است که توسط یک خانم طراحی شده است.
ساخت و ساز در اوت ۲۰۱۶ شروع شده و در سال ۲۰۲۰ تکمیل شد. پس از اتمام، این برج به سومین برج بلند شیکاگو با ۳۹۳ متر ارتفاع تبدیل شد. برج ویستا یک پروژه مشترک گروه توسعه گروه ماگلان و گروه واندا بود. هزینه ساخت و ساز در ابتدای پروژه ۹۰۰ میلیون دلار پیش‌بینی شده بود.

## کاربری
این برج دارای حدوداً ۴۰۰ مجتمع مسکونی و یک هتل پنج ستاره ۲۰۰ اتاقه با نام واندا ویستا می‌باشد.

## طراحی
معمار اصلی این ساختمان، خانم جین گانگ، رئیس معماران Studio Gang است. این ساختمان از سه برج متصل تشکیل شده است. برج‌های شرق، میانه و غربی به ترتیب ۴۷، ۷۱ و ۹۳ طبقه هستند.
طراحی داخلی هتل‌ها توسط شرکت Hirsch Bedner Associates انجام شده‌است. طراحی هتل نیز توسط شرکت سان‌فرانسیسکو گنسلر انجام شده‌است.